# Endurance-Expedition/Mannschaftsliste
Dieser Artikel listet die Mannschaft der Endurance-Expedition, deren Ziel eine Durchquerung Antarktikas war.
Es gab zwei Mannschaftsteile: die Weddell Sea Party mit den Männern der Querungsgruppe und ihren Hilfskräften, und die Ross Sea Party, die in der Zielregion der Transversale Depots legen sollte. Beide Teile der Expedition umfassten 28 Mann. Namen und Lebensdaten sind angegeben, wenn bekannt. Außerdem ist angegeben, in welchem Boot die Mitglieder der Weddell Sea Party nach dem Untergang der Endurance fuhren.

## Weddell Sea Party
| Name                     | Geburt | Tod  | Boot                   | Position                          | Weitere Informationen |
| ------------------------ | ------ | ---- | ---------------------- | --------------------------------- | --- |
| Ernest Shackleton        | 1874   | 1922 | James Caird (Kapt.)    | Kommandeur                        | Rettungsfahrt mit der James Caird |
| Frank Wild               | 1873   | 1939 | James Caird            | Stellvertreter des Kommandanten   | |
| Frank Worsley            | 1872   | 1943 | Dudley Docker (Kapt.)  | Kapitän der Endurance             | Rettungsfahrt mit der James Caird |
| Frank Hurley             | 1885   | 1962 | James Caird            | Fotograf                          | |
| Huberht Hudson           | 1886   | 1942 | Stancomb Wills (Kapt.) | Navigator                         | |
| Lionel Greenstreet       | 1889   | 1979 | Dudley Docker          | Erster Offizier                   | |
| Tom Crean                | 1877   | 1938 | Stancomb Wills         | Zweiter Offizier                  | Rettungsfahrt mit der James Caird |
| Alfred Cheetham          | 1867   | 1918 | Dudley Docker          | Dritter Offizier                  | |
| Lewis Rickinson          | 1883   | 1945 | Stancomb Wills         | Chefmechaniker                    | Hatte auf Elephant Island vermutlich einen Herzinfarkt |
| Alexander Kerr           | 1892   | 1964 | Dudley Docker          | Zweiter Mechaniker                | |
| James McIlroy            | 1879   | 1968 | Stancomb Wills         | Arzt                              | |
| Alexander Macklin        | 1889   | 1967 | Dudley Docker          | Arzt                              | |
| Robert Clark             | 1882   | 1950 | James Caird            | Biologe                           | |
| Leonard Hussey           | 1891   | 1964 | James Caird            | Meteorologe                       | |
| James Wordie             | 1889   | 1962 | James Caird            | Geologe                           | |
| Reginald James           | 1891   | 1964 | James Caird            | Physiker                          | |
| George Marston           | 1882   | 1940 | Dudley Docker          | Maler                             | |
| Thomas Orde-Lees         | 1877   | 1958 | Dudley Docker          | Lagerverwalter und Motorenexperte | |
| Harry „Chippy“ McNish    | 1874   | 1930 | James Caird            | Zimmermann                        | Rettungsfahrt mit der James Caird. Nicht für die Polarmedaille vorgeschlagen. |
| Charles Green            | 1888   | 1974 | James Caird            | Koch                              | |
| William Stephenson       | 1889   | 1953 | Stancomb Wills         | Heizer                            | Nicht für die Polarmedaille vorgeschlagen. |
| Ernest Holness           | 1892   | 1924 | Dudley Docker          | Heizer                            | Nicht für die Polarmedaille vorgeschlagen. |
| John Vincent             | 1884   | 1941 | James Caird            | Vollmatrose                       | Rettungsfahrt mit der James Caird. Nicht für die Polarmedaille vorgeschlagen. |
| Timothy McCarthy         | 1888   | 1917 | James Caird            | Vollmatrose                       | Rettungsfahrt mit der James Caird. |
| Walter How               | 1885   | 1972 | Stancomb Wills         | Vollmatrose                       | |
| William Lincoln Bakewell | 1888   | 1969 | Stancomb Wills         | Vollmatrose                       | In Buenos Aires angeworben, einziger US-amerikanischer Teilnehmer |
| Thomas McLeod            | 1873   | 1960 | Dudley Docker          | Vollmatrose                       | |
| Perce Blackborow         | 1894   | 1949 | Stancomb Wills         | Oberster Steward                  | In Buenos Aires als blinder Passagier an Bord gegangen. Auf Elephant Island amputierten McIlroy und Mackling nach Einsetzen des Wundbrands die Zehen an seinem linken Fuß.                                                           |
| Daniel Fulthorpe Gooch   | 1869   | 1926 | -                      | Zeitweise Hundeführer             | Er war nicht als Mitglied der Expedition vorgesehen, bis er einsprang, als der ursprüngliche Hundeführer im letzten Moment kündigte. Er kehrte zurück nach England, nachdem die Endurance in Südgeorgien Zwischenhalt gemacht hatte. |
| Mrs. Chippy              |        | 1915 | -                      | Maskottchen                       | McNishs Kater. Wurde am Tag nach dem Untergang der Endurance erschossen. |

## Ross Sea Party
| Name                 | Geburt | Tod  | Position                      | Weitere Informationen        |
| -------------------- | ------ | ---- | ----------------------------- | ---------------------------- |
| Aeneas Mackintosh    | 1879   | 1916 | Kommandant                    | Starb während der Expedition |
| Ernest Joyce         | 1875   | 1940 | Schlittenausrüstung und Hunde |                              |
| Ernest Wild          | 1879   | 1918 | Lagerverwalter                |                              |
| Arnold Spencer-Smith | 1883   | 1916 | Kaplan und Fotograf           | Starb während der Expedition |
| John Lachlan Cope    | 1893   | 1947 | Biologe und Arzt              |                              |
| Alexander Stevens    | 1886   | 1965 | Leitender Wissenschaftler     |                              |
| Richard W. Richards  | 1893   | 1985 | Physiker                      |                              |
| Andrew Keith Jack    | 1885   | 1966 | Physiker                      |                              |
| Irvine Gaze          | 1889   | 1978 | Assistent                     |                              |
| Victor Hayward       | 1888   | 1916 | Assistent                     | Starb während der Expedition |

| Name                       | Geburt | Tod  | Position                         | Weitere Informationen                                                           |
| -------------------------- | ------ | ---- | -------------------------------- | ------------------------------------------------------------------------------- |
| Aubrey Howard Ninnis       | 1883   | 1956 | Spezialist für Motorschlitten    | Sollte Teil der Küstengruppe sein, war aber an Bord der Aurora, als sie abtrieb |
| Lionel Hooke               | 1895   | 1974 | Funker                           | Sollte Teil der Küstengruppe sein, war aber an Bord der Aurora, als sie abtrieb |
| Joseph Stenhouse           | 1887   | 1941 | Erster Offizier (später Kapitän) |                                                                                 |
| Leslie Thompson            | 1886   |      | Zweiter Offizier                 |                                                                                 |
| Alfred Larkman             | 1890   | 1962 | Leitender Mechaniker             |                                                                                 |
| C. Adrian Donnelly/Donolly |        |      | Zweiter Mechaniker               |                                                                                 |
| James Paton                | 1869   | 1918 | Bootsmann                        |                                                                                 |
| Clarence Maugher/Mauger    | 1892   | 1963 | Zimmermann                       |                                                                                 |
| Sydney Atkin               |        |      | Vollmatrose                      |                                                                                 |
| Arthur Downing             |        |      | Vollmatrose                      |                                                                                 |
| William Kavanagh           |        |      | Vollmatrose                      |                                                                                 |
| A. „Shorty“ Warren         |        |      | Vollmatrose                      |                                                                                 |
| Charles Glidden            |        |      | Leichtmatrose                    |                                                                                 |
| S. Grady/Grade             |        |      | Heizer                           |                                                                                 |
| William Mugridge           |        |      | Heizer                           |                                                                                 |
| Harold Shaw                |        |      | Heizer                           |                                                                                 |
| Edward Wise                |        |      | Koch                             |                                                                                 |
| Emile d’Anglade            | 1893   | 1967 | Steward                          |                                                                                 |

## Alternative Schreibweisen
1. ↑  Oft auch als Hubert wiedergegeben
2. ↑  Auf Worsleys Liste vergessen
3. ↑  McNeish und MacNish sind weitere häufige Namensvarianten
4. ↑  Häufig Blackborrow oder Blackboro anstelle von Blackborow und Percy gelegentlich anstelle von Perce
5. ↑  Geschrieben als "Donolly" in South
6. ↑  Geschrieben als "Mauger" in South
7. ↑  Geschrieben als "Grade" in South